# (297026) Corton
(297026) Corton est un astéroïde de la ceinture principale.

## Description
(297026) Corton est un astéroïde de la ceinture principale. Il fut découvert le 7 avril 2010 à l'observatoire Sierra Stars par Michel Ory. Il présente une orbite caractérisée par un demi-grand axe de 2,47 UA, une excentricité de 0,13 et une inclinaison de 4,0° par rapport à l'écliptique.

## Compléments